# C5orf24
C5orf24 (англ. Chromosome 5 open reading frame 24) – білок, який кодується однойменним геном, розташованим у людей на 5-й хромосомі. Довжина поліпептидного ланцюга білка становить 188 амінокислот, а молекулярна маса — 20 132.
| 10         |  | 20         |  | 30         |  | 40         |  | 50         |
| ---------- |  | ---------- |  | ---------- |  | ---------- |  | ---------- |
| MMHPVASSNP |  | AFCGPGKPSC |  | LNEDAMRAAD |  | QFDIYSSQQS |  | KYSHTVNHKP |
| MVCQRQDPLN |  | ETHLQTTSGR |  | SIEIKDELKK |  | KKNLNRSGKR |  | GRPSGTTKSA |
| GYRTSTGRPL |  | GTTKAAGFKT |  | SPGRPLGTTK |  | AAGYKVSPGR |  | PPGSIKALSR |
| LADLGYGCGT |  | AAFPYPMMHG |  | RAVHGVEETS |  | SEVKPPNE   |  |            |

A: Аланін

C: Цистеїн

D: Аспарагінова кислота

E: Глутамінова кислота

F: Фенілаланін

G: Гліцин

H: Гістидин

I: Ізолейцин

K: Лізин

L: Лейцин

M: Метіонін

N: Аспарагін

P: Пролін

Q: Глутамін

R: Аргінін

S: Серин

T: Треонін

V: Валін

Кодований геном білок за функцією належить до фосфопротеїнів. 
Задіяний у такому біологічному процесі, як альтернативний сплайсинг. 